# Jerzy Zalewski (wicewojewoda)
Jerzy Janusz Zalewski (ur. 14 kwietnia 1951) – polski polityk, działacz NSZZ „Solidarność”, w latach 1992–1995 wicewojewoda bialskopodlaski.

## Życiorys
W latach 80. działał w Niezależnym Samorządnym Związku Zawodowym „Solidarność” regionu bialskopodlaskiego. W okresie od 21 grudnia 1981 do 15 lutego 1982 internowany w ośrodkach odosobnienia przy Zakładzie Karnym w Białej Podlaskiej i Zakładzie Karnym we Włodawie. Od 1 czerwca 1992 do 20 kwietnia 1995 sprawował funkcję wicewojewody bialskopodlaskiego, reprezentując środowisko postsolidarnościowe. W późniejszych latach zajmował się działalnością społeczną, m.in. w Stowarzyszeniu Deux-Sevres Region Biała Podlaska oraz Stowarzyszeniu Wsparcia Społecznego „Stokrotka” w Kozuli.
Jego córką jest Bianka Zalewska, prawniczka i dziennikarka Espreso TV i Telewizji Republika.